# Рогстад, Анна
Анна Георгина Рогстад (норв. Anna Georgine Rogstad, 26 июля 1854 — 8 ноября 1938) — норвежский педагог, активистка движения за права женщин и член Свободомыслящей либеральной партии. Она была первой женщиной-членом парламента страны. Будучи учителем по профессии, Рогстада была глубоко вовлечена в образовательную политику Норвегии. Она также боролась за права женщин, в частности за их право голоса. В 1911 году она работала в парламенте в качестве заместителя Йенса Братлие и заняла его место после того, как он стал премьер-министром Норвегии в 1912 году.

## Ранняя биография и карьера
Анна Рогстад родилась в коммуне Нурре-Ланн в семье юрисконсульта Оле Рогстада (1805—1876) и Анны Катрин Мёллер (род. 1807) в 1854 году. Анна начала преподавать в начальной школе в 1873 году в Тронхейме. Четыре года спустя она переехала в Кристианию (современный Осло), где работала в различных местах, прежде чем поселилась в Грюнерлёкке, где и жила в течение следующих 30 лет.
Проживая в Кристиании, Рогстад стала заниматься вопросами женского образования и работала над совершенствованием образования для девочек. В 1889 году она стала президентом женской учительской организации Кристиании, которая превратилась из общественного клуба в профсоюз. Первоначально Рогстад выступала за создание отдельной педагогической академии для женщин, но в течение 1880-х годов она изменила свою позицию в пользу приёма женщин в мужскую педагогическую академию, что было реализовано в 1890 году. Она также активно работала в норвежском Союзе учителей (норв. Utdanningsforbundet), где занимала пост вице-президента в период с 1892 по 1907 год. Когда в 1912 году была создана Норвежская ассоциация учителей-женщин, Рогстад заняла пост её президента, на котором пребывала до 1919 года. В 1899 году она открыла среднюю школу для девочек с добровольными вечерними занятиями, рассчитанную на 25 учениц. Школа стала популярной, и в 1909 году она стала городской. Рогстад оставалась директором этой школы до своего выхода на пенсию в 1923 году, в возрасте 69 лет.
Анна Рогстад была одним из основателей Норвежской ассоциации за женские права в 1884 году и Ассоциации за избирательное право женщин в 1885 году. Она была вице-президентом Ассоциации за избирательное право женщин в 1885—1897 и 1902—1913 годах. В Кристиании она представляла женщин-учителей в муниципальном школьном совете с 1894 по 1916 год. Она была избрана заместителем представителя Ассоциации за избирательное право женщин в городской совет в 1901 году, представителем городского совета группы из трех правоцентристских партий в 1907 году и заместителем представителя городского совета от Свободомыслящей либеральной партии в 1910 году.

## Парламентская карьера
Анна Рогстад была членом Свободомыслящей либеральной партии Норвегии. Избирательная реформа 1907 года предоставила избирательные права женщинам, которые могли бы продемонстрировать определённый уровень экономического благосостояния. Хотя всеобщее избирательное право было введено только в 1913 году, эта реформа также позволила женщинам избираться на политические должности. В 1911 году Рогстад стала первой женщиной в истории Норвегии, которая заседала в парламенте (Стортинг), в качестве заместителя Йенса Братлие. Это событие привлекло большое общественное внимание, и люди, которые не могли поместиться в смотровых галереях, собрались у здания парламента. Председатель парламента Йохан Магнус Хальворсен отметил в своём специальном обращении, что, несмотря на то, что было множество споров по поводу реформ, он был убеждён, что их результат будет благоприятным для нации. Рогстад произнесла свою первую речь в парламенте всего через пять дней, когда она высказалась за сокращение военного бюджета, поскольку считала, что все конфликты должны решаться арбитражем. Она также участвовала в дебатах по вопросам гендерного равенства, образования, культуры и воздержания. Когда Братлие стал премьер-министром в 1912 году, Рогстад занимала его прежнее место в течение года.
Рогстад также занималась писательством и стала автором 15 учебников для норвежской школы. Самым известным из них была её «Азбука для школы и дома» (норв. ABC for skole og hjem). Она написала множество статей для газет и журналов, главным образом по вопросам образовательной политики. Как публичного оратора её считали сухой и не особо привлекательной, но тем не менее она удерживала внимание аудитории своими деловыми, хорошо аргументированными речами. Рогстад умерла в 1938 году, она никогда не была замужем.

## Некоторые публикации
- Modersmaals-undervisningen i smaaskolen (1890)
- Ledetraad for katekismusundervisningen i de to første aar (1891)
- ABC for skole og hjem (with E. Holst) (1893)
- De syv skoleaar. Praktisk veiledning for norskundervisningen (1895)